# Xylocopa amedaei
Xylocopa amedaei är en biart som beskrevs av Amédée Louis Michel Lepeletier 1841. Xylocopa amedaei ingår i släktet snickarbin, och familjen långtungebin. Inga underarter finns listade i Catalogue of Life.